# Haddon Sundblom
Haddon Sundblom, född 22 juni 1899, död 10 mars 1976, var en amerikansk konstnär. Han var främst känd för de bilder av jultomten som han skapade under sin tid på Coca-Cola på 1930-talet. Enligt en vandringssägen ska Sundblom till och med ha skapat den moderna bilden av jultomten; denna fanns dock redan tidigare, även om Sundbloms jultomtebilder befäste bilden av honom.
Sundblom föddes i Muskegon, Michigan, i en svenskspråkig familj. Fadern kom från Föglö på Åland (som tillhörde det ryska storfurstendömet Finland), modern från Sverige. Det var otvivelaktigt nordiska traditioner Sundblom hade i åtanke då han skapade Coca-Colas tomte.[förklaring behövs]
Posten Åland gav 2007 ut ett särskilt julfrimärke med Haddons tomte som motiv. Sundblom skapade även den logotypen för Quaker Oats vilken används än idag. 